# Níkolas Reis
Níkolas Reis (Florianópolis, 5 de janeiro de 1982) é um político brasileiro.
Filho de Amauri Moraes dos Santos e de Maria Catarina Reis dos Santos.
Nas eleições de 2014 foi candidato a deputado estadual para a Assembleia Legislativa de Santa Catarina pelo Partido Democrático Trabalhista (PDT), obtendo 12.860 votos e ficando na 3ª suplência, sendo convocado para a 18ª Legislatura (2015-2019), durante o afastamento do deputado Rodrigo Minotto, exercendo funções parlamentares de 1 de julho a 30 de agosto de 2015.